# Kevin Ackermann
Kevin Ackermann (sinh ngày 24 tháng 5 năm 2001) là một cầu thủ bóng đá người Thụy Điển thi đấu ở vị trí tiền vệ cho BK Häcken ở Allsvenskan.

## Sự nghiệp câu lạc bộ
Ackermann là sản phẩm của học viện trẻ BK Häcken. Vào ngày 14 tháng 8 năm 2017, anh ra mắt cho đội một tại Allsvenskan trong chiến thắng 2–0 trước GIF Sundsvall, vào sân ở phút thứ 92 thay cho Chisom Egbuchulam.

## Thống kê sự nghiệp

### Câu lạc bộ
Tính đến 20 tháng 8 năm 2017
| Câu lạc bộ | Mùa giải  | Giải vô địch | Giải vô địch | Giải vô địch | Cúp     | Cúp       | Châu lục | Châu lục  | Khác    | Khác      | Tổng cộng | Tổng cộng |
| Câu lạc bộ | Mùa giải  | Hạng đấu     | Số trận      | Bàn thắng    | Số trận | Bàn thắng | Số trận  | Bàn thắng | Số trận | Bàn thắng | Số trận   | Bàn thắng |
| ---------- | --------- | ------------ | ------------ | ------------ | ------- | --------- | -------- | --------- | ------- | --------- | --------- | --------- |
| BK Häcken  | 2017      | Allsvenskan  | 1            | 0            | 0       | 0         | 0        | 0         | –       | –         | 1         | 0         |
| Tổng cộng  | Tổng cộng | Tổng cộng    | 1            | 0            | 0       | 0         | 0        | 0         | 0       | 0         | 1         | 0         |